# Joseph Obanyi Sagwe
Joseph Obanyi Sagwe (* 13. März 1967 in Nyakemicha, Kenia) ist römisch-katholischer Bischof von Kakamega.

## Leben
Joseph Sagwe Obanyi wurde am 13. März 1967 im Dorf Nyakemicha bei Nyamira in Kenia geboren. Er gehört dem Volk der Kisii an.
Die Grundschule in Kebiringo besuchte er von 1975 bis 1981. Von 1983 bis 1986 wurde er im St. John’s Minor Seminary in Rakwaro (Migori) aufgenommen, das er mit dem O-Level (Ordinary-Level; etwa Mittlere Reife) abschloss. Das A-Level (Advanced-Level; Abitur) erzielte er im „Mother of Apostles Seminary“ in Eldoret (Uasin Gishu). Philosophie studierte er im St. Augustine Major Seminary in Mabanga und Theologie in Nairobi im St. Thomas Aquinas Major Seminary. 1995 wurde er zum Diakon geweiht.

## Priester
Am 25. Oktober 1996 empfing Obanyi das Sakrament der Priesterweihe. Er arbeitete zunächst als Pfarrvikar und Pastoral-Referent für das Bistum Kisii. Von seinem Bischof Joseph Mairura Okemwa wurde er von 1999 bis 2004 zum Studium an der päpstlichen Lateran-Universität nach Rom geschickt, wo er sein Masters erhielt und seinen Doktor in Kirchenrecht ablegte. Nach seiner Rückkehr aus Rom wurde er zum Pfarrer an der Kathedrale von Kisii bestellt und unmittelbar darauf in Personalunion zum Generalvikar der Diözese.

## Bischof
Am 5. Dezember 2014 ernannte ihn Papst Franziskus zum Bischof von Kakamega. Der emeritierte Bischof von Kakamega, Philip Sulumeti, spendete ihm am 7. März 2015 die Bischofsweihe; Mitkonsekratoren waren der Apostolische Nuntius in Kenia Erzbischof Charles Daniel Balvo, die Bischöfe von Kisumu, Zacchaeus Okoth, und von Kisii, Joseph Mairura Okemwa sowie der Kardinal von Nairobi John Njue. 25 Bischöfe, Priester, Nonnen, zahlreiche Politiker wie Vizepräsident William Ruto und über 20.000 Gläubige begrüßten den neuen Bischof.